# Розумний (есмінець, 1939)
«Розумний» (рос. «Разумный») — військовий корабель, ескадрений міноносець типу 7 військово-морського флоту СРСР за часів Другої світової війни.
Есмінець «Розумний» 15 серпня 1937 року закладений на корабельні заводу № 202 у Владивостоку, 30 червня 1939 року спущений на воду, а 7 листопада 1941 року введений до складу радянського Тихоокеанського флоту. З 15 липня до 14 жовтня 1942 року з групою кораблів здійснив перехід Північним морським шляхом до Ваєнгі, де увійшов до складу Північного флоту. Есмінець брав участь у бойових діях на морі, бився в арктичних водах, супроводжував союзні конвої. 6 лютого 1960 року виведений з бойового складу флоту та перекваліфікований на судно-мішень ЦЛ-29, 15 жовтня 1960 року — на плавучу казарму ПКЗ-3. 4 травня 1963 року списаний зі складу радянського флоту та зданий на брухт у Мурманську.

## Будова корабля

### Дизайн і конструкція
«Розумний» належав до серії есмінців проєкту 7 типу «Гнівний», які розроблялися з кінця 1933 року колективом Центрального конструкторського бюро спецсуднобудування (ЦКБС-1) під керівництвом Нікітіна В. О. і Трахтенберга П. О. Ескадрені міноносці створювалися на основі нового проєкту, зразком яких були обрані італійські ескадрені міноносці типу «Маестрале». Безпосередньо для розробки радянського зразка були узяти есмінці «Фольгоре» і «Маестрале».
В конструкції есмінця «Розумний» було впроваджено багато нових, але недостатньо добре протестованих рішень. Почавши будівництво великої серії ескадрених міноносців без тривалих і якісних випробувань дослідного корабля-прототипу, радянські інженери повторили помилку своїх німецьких і японських колег. Однією з головних проблем стало те, що клепаний корпус ескадреного міноносця проєкту 7 виготовлявся з маломарганцовістої сталі марок 20Г і З0Г, яка мала підвищену міцність, але також мала і підвищену крихкість. Маломарганцовіста сталь застосовувалася розробниками для загальної економії ваги, але досить скоро з'ясувалося, що це рішення було хибним. У корпусі есмінця «Розумний» частенько з'являлися тріщини в результаті невдалого швартування (навіть при ударі об дерев'яний брус), а при влученні осколків бомб або снарядів листи обшивки взагалі могли розколотися та вже самі, розлітаючись на осколки, уражали особовий склад, прилади та механізми. Звичайна ж сталь-3, яка використовувалася в конструкції палуб і надбудов, не розтріскувалася і, відповідно, не створювала таку небезпеку для особового складу екіпажу.
Корпус «Розумного» мав загальну довжину між перпендикулярами — 112,8 м, бімс — 10,2 м, висоту — 4,8 м та осадку до 3,27 м. Загальна маса «Розумного», як і усіх кораблів його класу, мав перевищувала розрахункову на 197 тонн. Водотоннажність бойового корабля становила: стандартна — 1657 та повна — 2039 тонн відповідно.
Головна енергетична установка складалась з двох головних турбозубчатих трикорпусних турбін Харківського турбінного заводу моделі ГТЗА-24 змішаної активно-реактивної системи та трьох водотрубних котлів трикутного типу із симетричнім розташуванням паронагрівачів. Розміщення ГЕУ — лінійне, спочатку розміщувалися котельні відділення, за ними турбінні. Котли розміщувалися в ізольованих відсіках, турбіни — у загальному машинному відділенні, за цього редуктори були відокремлені від турбін водонепроникною перегородкою. Загальна потужність 48000 к.с. при 415 об/хв., які обертали два гребні гвинти діаметром 3,18 м та кроком 3,65 м.
Робочий тиск пару — 26,65 кгс/см² (2 599 кПа), температура — 340—360 °С (620 °F).
Проєктна потужність становила 48 000 к. с., що мало забезпечити максимальну швидкість ходу (за повного навантаження) в 37 вузлів (69 км/год). Однак, фактична експлуатаційна швидкість «Розумного» відрізнялася і від проєктної, і від максимальної зафіксованої на випробуваннях. Запас палива зберігався у паливних танках ємністю 126 тонн мазуту, але фактично на борт завантажувалося набагато більше палива, що забезпечувало дальність ходу 1750 миль економічним ходом або 740 миль на максимальній швидкості. Екіпаж складався зі 197 офіцерів та матросів у мирний час та 236 — у воєнний.

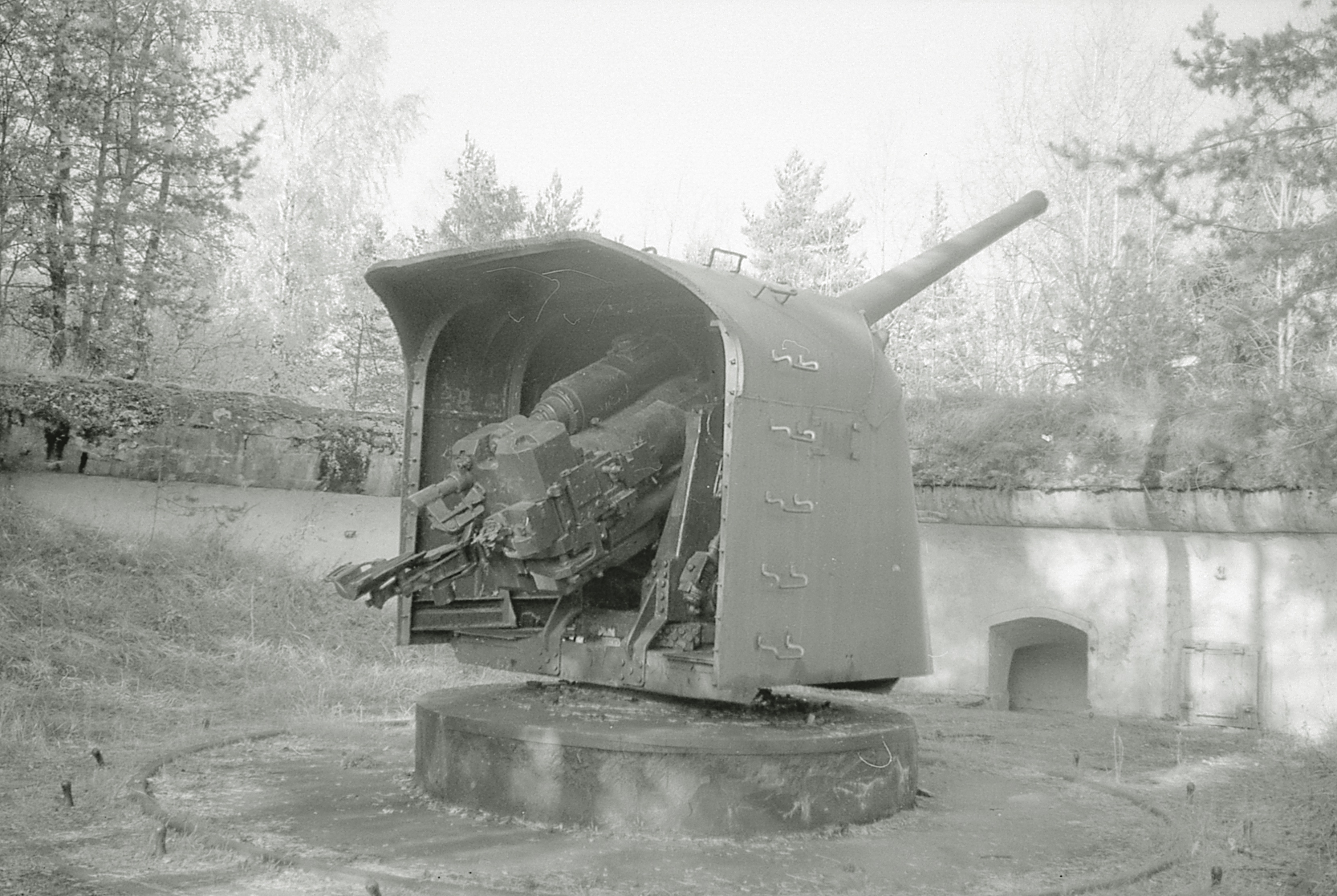
130-мм корабельна гармата Б-13, основна корабельна зброя есмінця «Розумний»

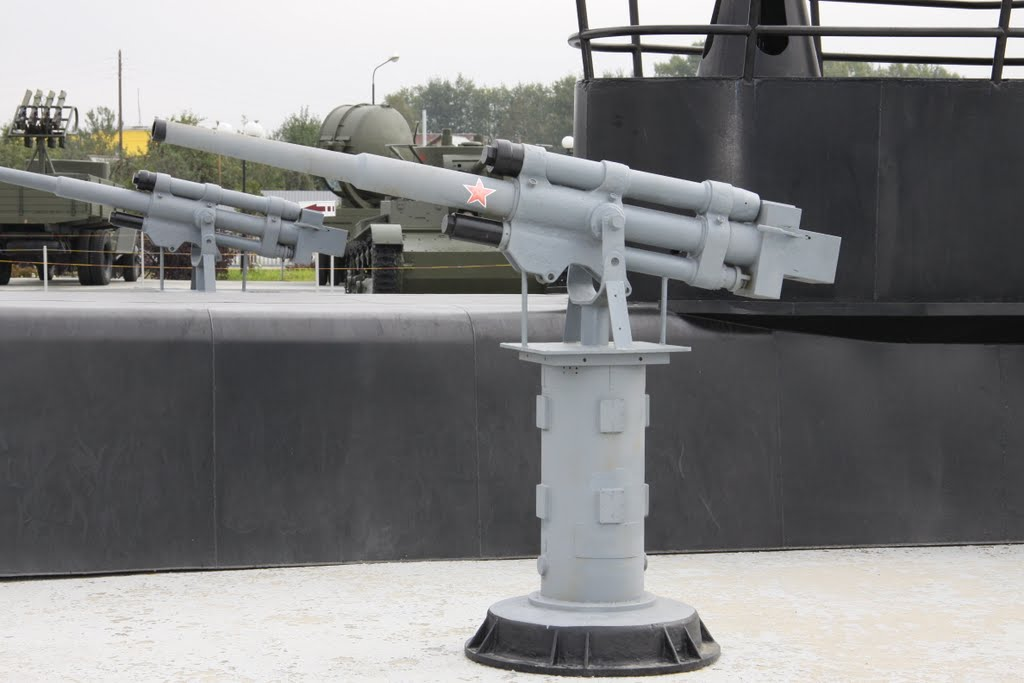
45-мм напівавтоматична універсальна гармата 21-К

### Озброєння
Корабельна артилерія головного калібру (ГК) есмінця «Розумний»: чотири 130-мм універсальних гармати Б-13-I з довжиною ствола 50 калібрів виробництва заводу «Більшовик». Гармати розміщувалися в поодиноких баштах. Максимальний кут піднесення +45°, зниження на −5°. Носові гармати вели вогонь під кутом від 0° до 140°, кормові — від 40° до 180°. Маса снаряда — 33,5 кг, початкова швидкість — 870 м/с. Гармати мали швидкострільність 6-10 пострілів на хвилину на дальність — 25 700 м. Боєзапас складався зі 150 пострілів на ствол (осколково-фугасні, напівбронебійні та гранати дистанційної дії).
Зенітне озброєння корабля включало пару 76-мм універсальних зенітних гармат 34-К, два 45-мм напівавтомати 21-К та два 12,7-мм зенітні кулемети ДШК. 34-К вели вогонь 11,9 кг зенітними снарядами у вертикальній площині від −5° до +85° з швидкістю 801 м/с та швидкострільністю — 15-20 постр/хв. Дальність вогню сягала 14640 м на висоту до 6500 м. Боєзапас для 76-мм гармат становив 300 снарядів на ствол. 21-К вели вогонь зі швидкострільністю 25-30 постр/хв. у вертикальній площині від −10° до +85°. Дальність зенітного вогню сягала 9200 м з дулової швидкістю 230 м/с. На есмінці мався запас снарядів на 45-мм гармати — 500 пострілів на ствол. На кулемети ДШК боєкомплект становив 8000 набоїв.
Однак перший час на есмінці був відсутній МПКЗВ (морський прилад керування зенітним вогнем). Згодом корабель зенітне озброєння есмінця було посилено за рахунок встановлення ефективніших 37-мм автоматичних зенітних гармат 70-К. 1942 року всі есмінці проєкту 7, котрі залишилися в строю на Північному та Чорноморському флотах, додатково озброїли двома спареними 12,7-мм кулеметами «Кольт-Браунінг», що поставлялися за ленд-лізом.
Торпедне озброєння есмінця складалося з двох трьохтрубних 533-мм торпедних апаратів 39-Ю. Торпеди 53-38 (53-38У) мали дальність дії 4,0 км зі швидкістю 44,5 вузли, 8,0 — 34,5, 10,0 — 30,5. Бойова головка мала 300 (400) кг тринітротолуолу.
Протичовнове озброєння «Розумного» складалося з важільних бомбоскидачів, 35 глибинних бомб 10 великих Б-1 і 15 маленьких М-1; за часів війни кількість глибинних бомб збільшили до 40 Б-1 і 27 М-1 та встановили по два бомбомети БМБ-1.

## Введення до строю
7 липня 1936 року на корабельні 1075 заводу № 200 (завод ім. 61 комунара) в Миколаєві на виконання плану щодо виготовлення корпусних конструкцій і попереднього збирання на своїх стапелях корпусів есмінців для Тихого океану був закладений есмінець під назвою «Прочний».
По завершенні роботи стосовно виготовлення деталей корпусу корабля, їх упакували в окремі транспортабельні пакети, блоки та секції і трьома ешелонами відправили на Далекий Схід. Після 37-40-денного перевезення залізницею есмінець «Прочний» прибув на завод № 202 у Владивостоку, де його почали збирати вдруге. 30 червня 1939 року, через рік і дев'ять місяців, корабель було спущено на воду. Почалася добудова есмінця біля стінки заводу і поступове випробування його механізмів і систем.
24 вересня 1940 року призначено першого командира ескадреного міноносця «Прочний» капітан-лейтенанта Федорова Віктора Васильовича. 7 грудня 1940 року на підставі наказу НКВМФ № 000241 від 25 вересня 1940 корабель перейменували на «Розумний».
З 20 червня по 24 серпня 1941 року есмінець проходив заводські випробування, з 9 вересня до 19 жовтня 1941 року — державні випробуванні. Під час випробувань був виявлений ряд недоліків, серед яких — фатальна для есмінців цього проєкту слабкість набору в кормовій частині корабля. Оскільки аналогічні випадки спостерігалися і на інших кораблях цього проєкту, спеціальна комісія здійснила повторну перевірку міцності корпусу, внаслідок чого були вироблені рекомендації з посилення корпусів переважно в кормовій частині. 7 січня 1942 року після усунення недоліків «Розумний» увійшов до строю Тихоокеанського флоту.

## Бойовий шлях

### 1941

#### Перехід до Північного флоту
Наказом НКВМФ № 00192 від 18 червня 1942 року через нагальну потребу посилення Північного флоту зі складу Тихоокеанського були виділені лідер «Баку», ескадрені міноносці «Розумний», «Роз'ярений» і «Ревносний», які повинні були зробити перехід Північним морським шляхом у навігацію 1942 року. У процесі підготовки до переходу усі кораблі пройшли гарантійний ремонт, де на них змонтували на корпусах пояси льодового захисту, так звані «шуби» — широкі пояси з дерев'яних брусів та дощок, котрі оббивали зверху покрівельним залізом.
До 5 липня підготовка групи кораблів, що отримала назву 18-та Експедиція особливого призначення (18 ЕОН), була завершена, розпочали підготовчі заходи до переходу бойових кораблів з Владивостока до Кольської затоки. Перехід 18 ЕОН мав відбутися в три етапи:
- 1-й: Владивосток — бухта Провидіння (2877 миль);
- 2-й: бухта Провидіння — бухта Тіксі (2955 миль);
- 3-й: бухта Тіксі — Полярний (1295 миль)[2].

Для транспортування запасів майна, продовольства 18 ЕОН супроводжувало судно забезпечення «Волга». Для дозаправлення на маршруті переходу в затоці Де-Кастрі та у бухті Глибока на бойові кораблі очікували танкери Тихоокеанського флоту. Також у бухті Провидіння кораблі очікували танкер «Лок-Батан» і транспорт «Терек»; у бухті Тіксі — англійський танкер «Гопмаунд», який супроводжував есмінці до Югорського Шара, і назустріч із заходу вийшов танкер «Донбас», що мав забезпечити експедицію в Амбарчику.
15 липня 1942 року, після відвідання командувачем Тихоокеанського флоту віцеадміралом Юмашевим І. С. усіх кораблів 18 ЕОН, загін вийшов з Владивостока. Близько 16:39 17 липня 18 ЕОН прибув до проміжного пункту в затоці Де-Кастрі. Через 3 дні есмінець «Ревносний» зіткнувся з пароплавом «Терней», пошкодження були настільки значними, що його довелося відбуксирувати і залишити в Совєтській Гавані. 22 липня решта кораблів благополучно прибула в Авачинську бухту в Петропавловські-Камчатському, а 30 липня — в бухту Провидіння. Але тут на есмінці «Роз'ярений» трапилася надзвичайна подія, він пошкодив швидкісний гвинт та погнув гребний вал, тому при швидкості понад 8 вузлів виникала сильна вібрація корпусу есмінця.
15 серпня, після ремонту гвинта на «Роз'яреному», 18 ЕОН вийшов з бухти Провидіння у супроводі криголама «А. Мікоян», який забезпечував прохід кораблів через льодові ділянки моря. Проте, 16 серпня кораблі були змушені зупинитися, до поліпшення обстановки, через дрейф старого 9-10-бального льоду. У найскладнішому становищі опинився есмінець «Роз'ярений», якого затиснуло важкими крижинами, і корабель дрейфував до берега. Спроба криголама «А. Мікоян» визволити есмінець з льодового полону успіху не мала і 18 серпня до експедиції прибув криголам «Л. Каганович».
Обійшовши льодовий масив з півночі, кораблі 18 ЕОН приєдналися до каравану транспортів у районі мису Серце-Камінь. Подальший рух відбувався уздовж берегової лінії в розрідженому льоду. Втім, згодом експедиція знову потрапила у складні льодові затори, кораблі за допомогою криголамів повільно просувалися вперед, доки 31 серпня остаточно не встали, застрягши у льодових пастках. Криголам «Л. Каганович» застряг у важкому льоду. Але в найважчому становищі опинився есмінець «Розумний», затиснутий між двома великими торосами багаторічного льоду. На допомогу «А. Мікояну» із заходу підійшов криголам «І. Сталін». Два криголами короткими набігами кришили товстий лід, роботи тривали з 31 серпня по 8 вересня, проте, «Розумний» визволити ніяк не вдавалося, доки льодова обстановка в районі дрейфу «Розумного» різко не змінилася: почалася переміщення льоду, з'явилися окремі розводдя, зменшилася стиснення корпусу. Криголам «А. Мікоян» взяв есмінець на буксир і вивів на чисту воду.
Тим часом, поки йшла битва за визволення «Розумного», лідер «Баку» і есмінець «Роз'ярений» успішно просувалися уздовж берега, пробиваючись вперед. На 9 вересня вони йшли з Певека в Амбарчик, «Розумний» під проводкою «Л. Кагановича» прямував від коси Двох пілотів в Амбарчик, транспорт «Волга» пробивався на захід у районі мису Шмідта.
15 вересня основна група експедиції прийшла в бухту Тіксі, причому майже весь шлях до Тіксі «Баку» тягнув «Роз'ярений» на буксирі. «Розумний», пробиваючись самостійно, в цей час знаходився біля острова Айон. Він 13 числа прибув на рейд Амбарчика, де дозаправився і 17 вересня прийшов у бухту Тіксі.
18 вересня, кораблі, поповнивши запаси палива, знялися з якоря і під проводкою криголама «Красін» взяли курс на острови Комсомольської Правди. 24 вересня вони стали на якір на рейді Діксона, де взялися заміняти льодові гвинти на штатні. Після завершення робіт з гвинтами кораблі провели ходові випробування: лідер «Баку» міг розвивати хід 32 вузлів, «Розумний» — 27 вузлів, а «Роз'ярений» — 25 вузлів. Цієї швидкості для переходу по штормових Карському і Баренцовому морях було достатньо.
9 жовтня 18 ЕОН вийшов з рейду Діксона. В протоку Югорський Шар кораблі прибули в темний час доби 10 числа, де на експедицію чекав ескадрений міноносець Північного флоту «Валеріан Куйбишев». 12 жовтня кораблі знялися з якоря і, ведені есмінцем «Валеріан Куйбишев», взяли курс на Кольську затоку. У суворій штормовій погоді вони пройшли Баренцове море, де їх зустрів есмінець «Гремящий» під прапором командувача Північним флотом віцеадмірала Головко А. Г. «Гремящий» став головним в ордері, і в 9:20 14 жовтня 1942 року усі кораблі стали на якір в бухті Ваєнга, де їх, після здійснення надскладного переходу завдовжки 7327 миль, з прибуттям на Північний флот привітав командувач.

#### Перші бойові дії
20 листопада після завершення ескортування конвою QP 15 в умовах 11-бального шторму лідер «Баку» і есмінець «Сокрушительний» поверталися на базу. Близько 14:30 внаслідок ударів хвиль «Сокрушительний» розломився на дві частини, кормова його частина затонула. На допомогу постраждалому кораблю були відправлені есмінці «Куйбишев», «Урицький» та «Розумний». Під час порятунку були зняті 191 особа, 30 чоловіків загинуло. «Розумний» встигнув врятувати лише одного матроса, тому що виконував завдання з протичовнового прикриття рятувальної операції.
25-27 грудня 1942 року «Розумний» забезпечував прикриття арктичного конвою JW 51A на його завершальному етапі прибуття до берегів Росії зі стратегічною сировиною. На цей конвой Крігсмаріне влаштували полювання, відправивши на перехоплення оперативну групу кораблів на чолі з важким крейсером «Гіппер», але німці не змогли перехопити союзний конвой.

### 1943
20 січня 1943 року «Розумний» спільно з лідером «Баку» вийшов в море на перехоплення конвою противника, який виявили засоби радіорозвідки. Близько 23:14 поблизу норвезького мису Маккаур радянська група на дистанції близько 70 кабельтових виявила загін бойових кораблів у складі мінного загороджувача «Скагеррак», тральщиків M-303 і M-322, мисливці за підводними човнами UJ-1104 і UJ-1105, помилково прийнятих за конвой. Першим відкрив вогонь «Баку», який випустив чотири торпеди по головному судну, але всі промахнулися. Отже, у темряві та в поганих погодних між німецькими та радянськими кораблями спалахнув бій, що точився 7 хвилин. Ймовірно вели вогонь також дві берегові батареї німців. Результати цього бою досі точно невідомі. За радянськими даними, був потоплений один з кораблів противника, німці заявили, що втрат не було. «Баку» і «Розумний» пошкоджень від вогню кораблів противника не дістали.
3 і 4 лютого есмінець взяв участь у супроводженні чотирьох транспортних суден з Білого моря до Кольської затоки. З 25 лютого перебував на ремонті у сухому доці в Рості, де 3 квітня був уражений авіаційною бомбою під час авіанальоту Люфтваффе. 25 червня повернувся до строю і до листопада брав участь в ескорті конвоїв між Кольською затокою та Архангельськом. 24 та 25 листопада входив до складу сил Північного флоту, що забезпечували прибуття арктичного конвою JW 54A, 2 грудня — конвою JW 54B, 13 і 14 грудня конвою БК-25, а 28-30 грудня конвою JW 55B.
Під час переходу між союзними кораблями та німецьким лінкором «Шарнгорст» стався морський бій, що завершився загибеллю німецького корабля.

### 1944
З нового 1944 року корабель продовжував виконувати бойові завдання з ескорту арктичних конвоїв, що наближалися до радянських берегів. 26-27 січня ескортував конвой БК-3; 28-29 лютого — конвой JW 57; 27-29 березня — конвой БК-9.
4-5 квітня есмінець «Розумний» залучався до супроводження чергового арктичного конвою JW 58 з 47 транспортних та вантажних суден.
8-9 квітня супроводжував конвой КБ-3; 26-28 квітня конвой БК-12; 26-28 травня конвой КБ-9; 14-16 червня конвой БК-15.
27 червня був поставлений на черговий ремонт, де перебував до 18 серпня. 24-26 серпня 1944 року корабель супроводжував конвой JW 59; 28-30 серпня конвой БК-30; 8-10 вересня конвой КБ-26; 23-24 вересня конвой JW 60.
26 жовтня есмінець «Розумний» у складі кораблів флоту брав участь у пошуку суден противника поблизу Берлевоґа, не знайшовши його, брав участь в обстрілі Варде. Надалі продовжував брати участь в ескортування: 28-30 жовтня — конвою JW 61; 30 жовтня-1 листопада конвою RA 61; 3-5 листопада конвою КБ-32; 19-23 листопада конвою АБ-15; 24-26 листопада конвою БК-38; 6-8 грудня конвою JW 62; 14 грудня конвою КП-19; 13 грудня конвою ПК-21; 15-17 грудня конвою КБ-36; 17 і 18 грудня конвою ИК-21.

### 1945
У 1945 році есмінець продовжував забезпечувати охорону суден транспортних конвоїв: 4 і 5 січня конвою БК-41; 7 і 8 січня конвою JW 63; 16 і 17 січня КБ-1.
Загалом за час ведення бойових дій у складі Північного флоту з 9 листопада 1942 року по 9 травня 1945 року есмінець «Розумний» виконав 72 бойових завдання з виходом в Баренцове і Біле моря. Корабель взяв участь в проводці 59 конвоїв, у чотирьох операціях з пошуку підводних човнів противника, з виявлених одну потопив, дві пошкодив. При відбитті атак ворожої авіації зенітники «Розумного» збили один літак. Есмінець також брав участь в обстрілах берегових об'єктів супротивника.